# Funnybot
"Funnybot" is de tweede aflevering van het vijftiende seizoen en in totaal de 211de aflevering van de Amerikaanse animatieserie South Park. De aflevering was voor het eerst te zien op 4 mei 2011 en is geschreven en geregisseerd door Trey Parker.

## Verhaal
Het personage Jimmy Volmer komt op het idee een Comedy Award-show te houden. Jimmy reikt hier een aantal prijzen uit voor bijvoorbeeld grappigste kind, grappigste beroemdheid etc. Een van de prijzen is de Kathy Griffin Award voor degene die het meest waarschijnlijk de prijs op komt halen. Deze wordt gewonnen door Tyler Perry en die komt dus ook om vervolgens de hele aflevering te blijven. Ook reikt Jimmy een prijs voor het minst grappige volk uit aan de Duitsers, waardoor de Duitsers boos worden.
De Duitsers komen naar South Park en presenteren een robot die geprogrammeerd is om grappig te zijn. De naam van deze robot is "Funnybot" (titelverklaring van de aflevering). Als Funnybot is gepresenteerd, gaat hij het leven van een komiek leiden. De bekende komieken worden echter boos en komen naar de school omdat het indirect de schuld is van de Comedy Award-show. Er wordt geacht dat de kinderen hier iets aan doen, en dus gaan Stan, Kyle, Kenny en Cartman achter Funnybot aan.
Funnybot heeft in de tussentijd de ultieme grap bedacht door de mensheid uit te moorden (de grap is ironisch omdat de mens Funnybot heeft gemaakt). Het viertal komt bij Funnybot voordat hij de mensheid uitroeit en overtuigt hem ervan de mensheid te sparen. Ze doen Tyler Perry in een kist die ze in een grote bal doen die ze diep in de aarde doen. Funnybot snapt dat logica en comedy niet samengaan, Jimmy zal geen Comedy Award-show meer houden en zo is alles weer goed.

## Verwijzingen
- Jimmy's Comedy Award-show is een parodie op The Comedy Awards van de Amerikaanse televisiezender Comedy Central.
- Funnybot lijkt op de Daleks uit Doctor Who, en op Nomad, een robot uit de aflevering The Changeling van Star Trek: The Original Series uit 1967.
- Er wordt diverse malen gerefereerd aan de dood van Osama bin Laden, die drie dagen voor de eerste uitzending plaatsvond. Obama houdt zijn speech op dezelfde locatie als zijn aankondiging van de dood van Osama bin Laden, en een groot gedeelte is afkomstig uit de echte speech.
- In de televisiestudio hangt een poster van One And A Half Men, refererend aan het vertrek van Charlie Sheen uit Two and a Half Men.